# پروتارکائوپتریکس
پروتارکائوپتریکس (نام علمی: Protarchaeopteryx) نام یک گونه از کلاد دست‌قاپان است.